# Parakaempferia synantha
Parakaempferia synantha là một loài thực vật có hoa trong họ Gừng. Loài này được Aragula Sathyanarayana Rao và Dinesh Mohan Verma mô tả khoa học đầu tiên năm 1969.
Mẫu định danh: 
- Holotype: D. M. Verma 46585 A, thu thập ngày 22 tháng 5 năm 1966 dọc theo sông Kana, Chaldhowa, phía bắc huyện Lakhimpur, bang Assam, Ấn Độ. Lưu giữ tại Cục Khảo sát thực vật Ấn Độ (CAL).
- Isotype: D. M. Verma 46585 B-G, lưu giữ tại Cục Khảo sát thực vật Ấn Độ - Trung tâm khu vực miền đông (ASSAM).

## Phân bố
Tìm thấy tại các bang Arunachal Pradesh, Assam, Mizoram ở đông bắc Ấn Độ. Loài cây thảo thường xanh này mọc trong các khu rừng vùng đất thấp, ở cao độ khoảng 100–150 m.

## Mô tả
Địa thực vật lâu năm. Thân rễ bò lan, có vảy, có các mắt tại đáy các chồi, rễ mập, dày ~5mm. Thân giả cao 40–60 cm. Lá 4-6, mọc so le, xếp thành 2 dãy, xuất hiện cùng hoa, gân lá hình lông chim, phần dưới không cuống, phần  trên có cuống dài tới 1 cm. Bẹ lá hở. Phiến lá hình mác hay thuôn dài-hình mác, 13-24 × 3,3–7 cm, đáy hình nêm, đỉnh hình đuôi-nhọn thon, mặt trên nhẵn nhụi, mặt dưới có lông tơ, đặc biệt dọc theo gân giữa ở đáy. Lưỡi bẹ ngắn, dài 2–3 mm, 2 thùy, có lông tơ. Cành hoa bông thóc 1-3, mọc từ thân rễ, cuống cụm hoa thanh mảnh, bao bọc trong các vảy tựa lá bắc xếp lợp, dài 3–6 cm, dày ~1,5 mm, có lông nhung. Cán hoa dài, thanh mảnh, 6–12 cm, có lông nhung. Lá bắc 7-11, đối diện 1 hoa, hình mũi mác, quấn, dài 2-2,6 cm, rộng 6–8 mm, nhọn, mép khô xác, có lông tơ, màu ánh hồng. Lá bắc con hình elip, dài 6,5–8 mm, rộng ~4,5 mm, tù, có lông tơ. Hoa nở từ đáy tới đỉnh. Đài hoa dài ~1 cm, 3 thùy nông, chẻ một bên, có lông tơ. Ống tràng hình ống, dài bằng lá bắc, màu trắng, chia 3 thùy; các thùy tràng thuôn dài-hình mũi mác, dài 1,5-1,9 cm, rộng 6–9 mm, màu trắng với gân màu ánh hồng, thùy lưng rộng và nhọn đột ngột, dải giữa mọng gồm 2 vạch màu vàng gần nhau từ đáy tới gần trung tâm. Nhị lép bên 2, dạng cánh hoa. Cánh môi hình trứng ngược, có khía răng cưa. Nhị 1. Chỉ nhị ngắn và thanh mảnh, dài ~2mm. Mô kết nối rộng ~6 mm với rìa cụp vào trong, màu tía-đỏ. Bao phấn dài ~8 mm; mào bao phấn lớn, gần hình thận, nguyên, cao ~6 mm, rộng ~8 mm với đỉnh uốn xuống, màu tía-đỏ. Bầu nhụy 3 ngăn, hình elipxoit, dài ~4 mm, có lông nhung. Thực giá noãn đính trụ, noãn nhiều. Vòi nhụy dài gần bằng nhị hoa, nằm trong rãnh nhị. Đầu nhụy hình con quay, có lông.